# Atletiek Vereniging Toekomst
Intercommunale Atletiek Vereniging Toekomst (AV Toekomst ou AVT) est un club d'athlétisme belge du Limbourg, fondé en 1969 et affilié à la Vlaamse Atletiekliga (VAL).
Le club compte neuf centres :  Beringen, Hasselt, Hechtel, Heusden, Houthalen, Maaseik, Maasmechelen, Oudsbergen et Peer.

## Palmarès aux championnats de Belgique interclubs
L'AV Toekomst a remporté de nombreux succès aux championnats de Belgique interclubs. En 2010, les femmes et les hommes sont entrés en deuxième division (division honoraire de la VAL).
|        | Année                                                      |
| ------ | ---------------------------------------------------------- |
| Femmes | 1984, 1985, 1986, 1987, 1988, 1989, 1990, 1991, 1992, 2002 |
| Hommes | 1986, 1987, 1988, 1989, 1990, 1991                         |

## Compétitions
Chaque année, AV Toekomst organise la Nuit de l'Athlétisme à Heusden-Zolder, la deuxième compétition d'athlétisme la plus importante de Belgique après le Mémorial Van Damme.

## Athlètes notables affiliés au club
- Eddy Annys
- Kurt Boffel
- Hugo Ciroux
- Ivo Claes
- Marc Corstjens
- Alain Cuypers
- Eddy Hellebuyck
- Jos Maes
- Erik Nys
- Marleen Renders
- Rani Rosius
- Lieve Slegers
- Chris Soetewey
- Sandra Stals
- Patrick Stevens
- Sandra Swennen
- Ruddy Walem
- Rosine Wallez